# Desert Memorial Park

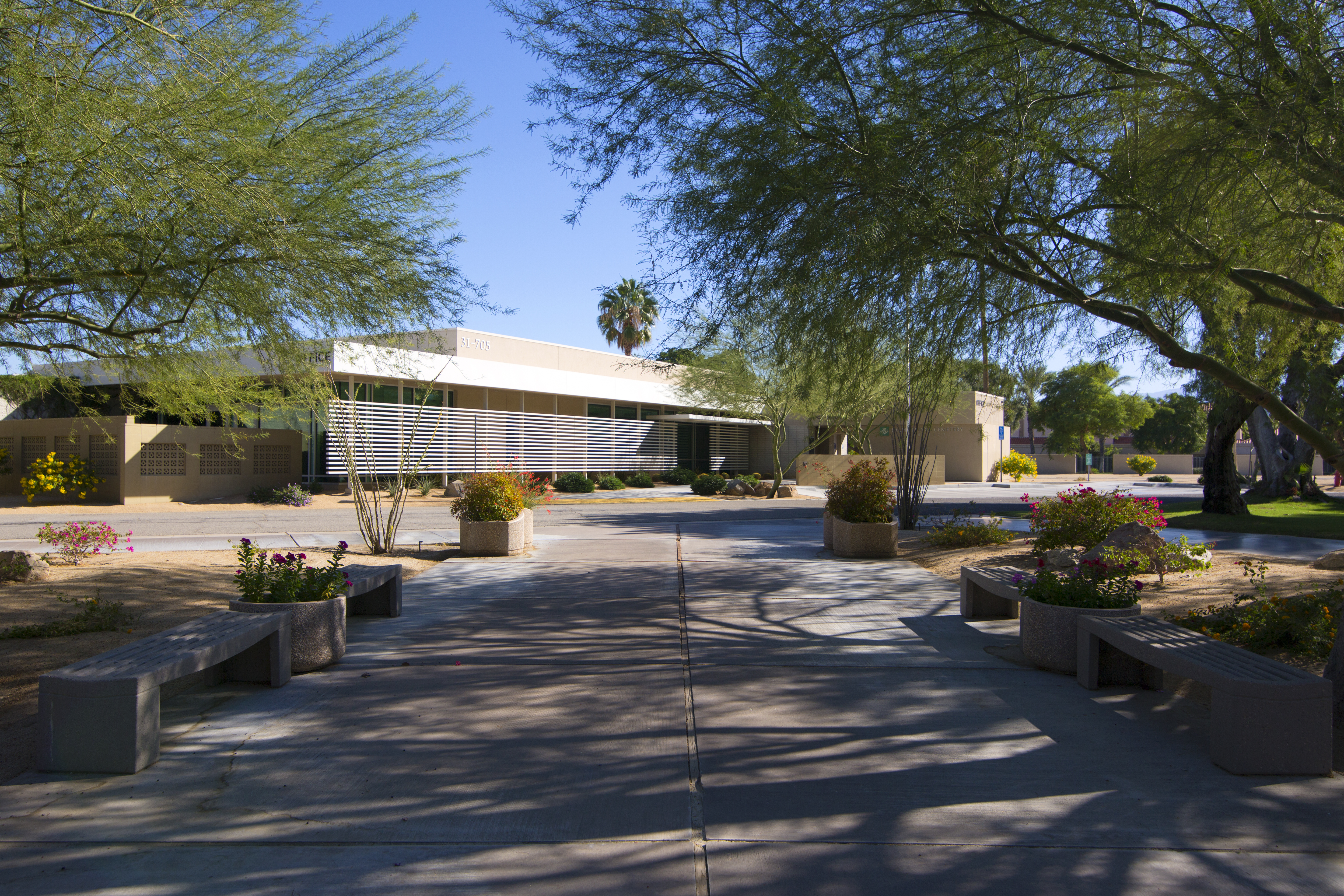
Desert Memorial Park

Desert Memorial Park is een begraafplaats in Cathedral City, nabij Palm Springs, in de Amerikaanse staat Californië. De begraafplaats, waar veel beroemdheden uit de filmwereld begraven zijn, wordt onderhouden door het Palm Springs Cemetery District. 

## Beroemde personen die op het Desert Memorial Park begraven liggen
- Busby Berkeley, regisseur en choreograaf
- Sonny Bono, muziekproducer, zanger, acteur en politicus
- Brad Dexter, acteur
- Magda Gabor, actrice
- Howard Hesseman, acteur
- Betty Hutton, actrice en zangeres
- Frederick Loewe, componist
- William Powell, acteur
- Frank Sinatra, zanger en acteur
- Jimmy Van Heusen, componist